# Renault Espace F1
L'Espace F1 est un prototype automobile conçu en partenariat entre Matra, Renault et Williams. Présenté lors du salon automobile de Paris en 1994 pour fêter les 10 ans de commercialisation de l'Espace, il reprend les formes générales de l'Espace II tout en lui associant un moteur V10 de Formule 1. Son design est signé Thierry Métroz.

## Historique
L'Espace F1 a été créé pour célébrer les dix ans de la commercialisation de l'Espace, lequel est fabriqué par Matra dans son usine de Romorantin. La mise en œuvre et la mise au point résultent de l'étroite collaboration de quelques ingénieurs passionnés de Matra, Williams et Renault avec Jean-Louis Caussin comme architecte, Gérard Ducarouge comme chef de projet et Éric Bernard comme pilote d'essai.  Il est présenté lors du Mondial de l'automobile de Paris en 1994.
Le véhicule n'aura roulé qu'à de rares occasions : en 1995 aux mains du champion du monde de Formule 1 Alain Prost et d'Éric Bernard pour des présentations presse sur le Circuit Paul-Ricard,,, et en ouverture des Grands Prix de Silverstone et de Magny-Cours,  conduit par ces mêmes pilotes, ainsi qu'en 2002 sur la piste d'essais de Mortefontaine à l'occasion du retour de Renault en Formule 1 et au festival de vitesse de Goodwood la même année, piloté dans les deux cas par Jean Ragnotti.

## Description

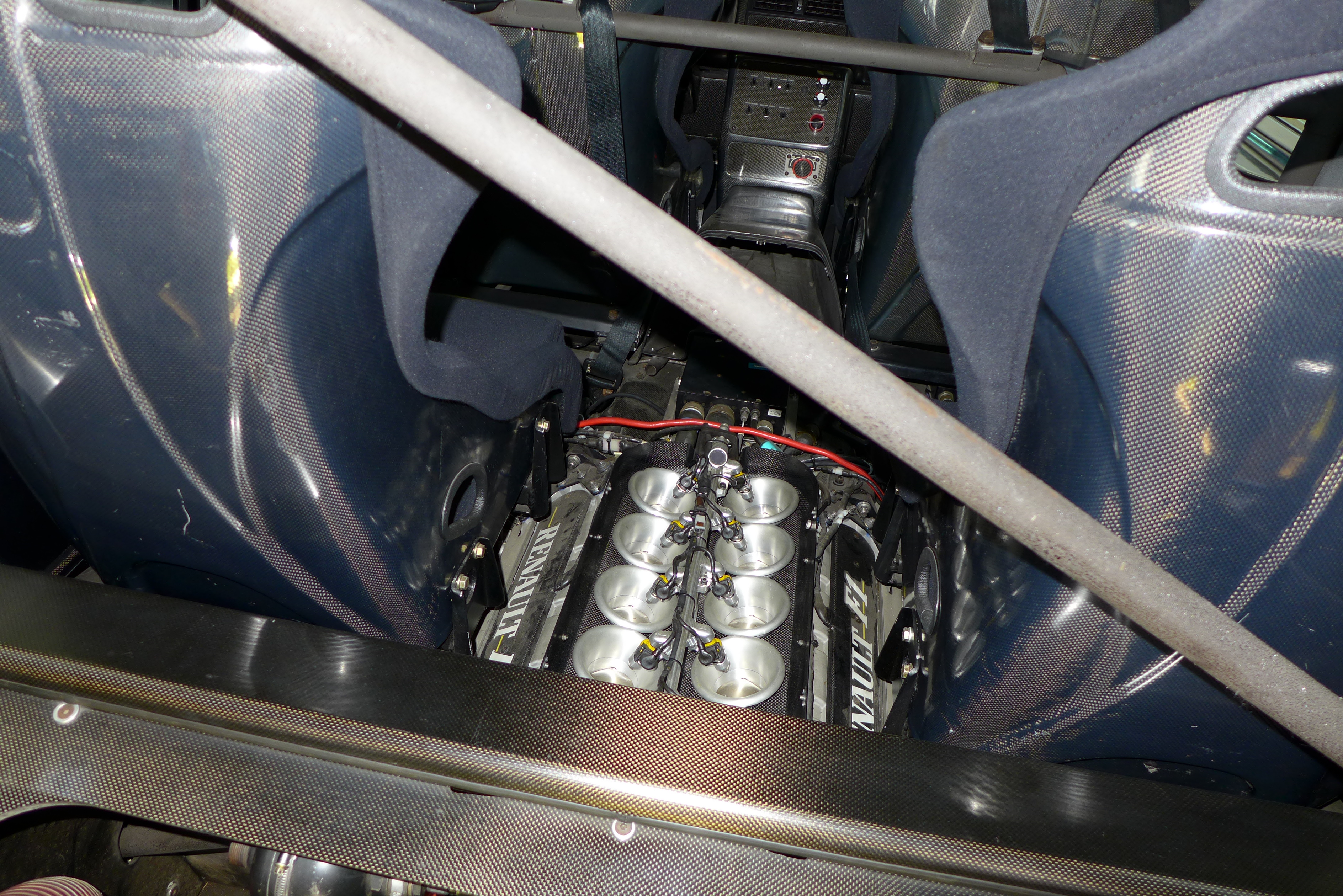
Le moteur, situé entre les deux sièges passagers à l'arrière et habituellement couvert par un cache fermant la boîte à air, qui est reliée à la prise d'air à l'avant.

L'Espace F1, propriété de Matra, utilise un moteur RS4, un V10 atmosphérique de 3 500 cm3 et 40 soupapes de 750 ch, identique à celui équipant la Williams FW15C. Situé en position centrale arrière, il est associé à une boîte de vitesses Williams TG3, semi-automatique à six rapports avec commandes au volant.
Le châssis est en carbone avec une structure nid d'abeilles en aluminium et carrosserie en fibre de carbone. Le freinage est assuré par quatre disques en carbone ventilés et le tout repose sur des pneumatiques Michelin.

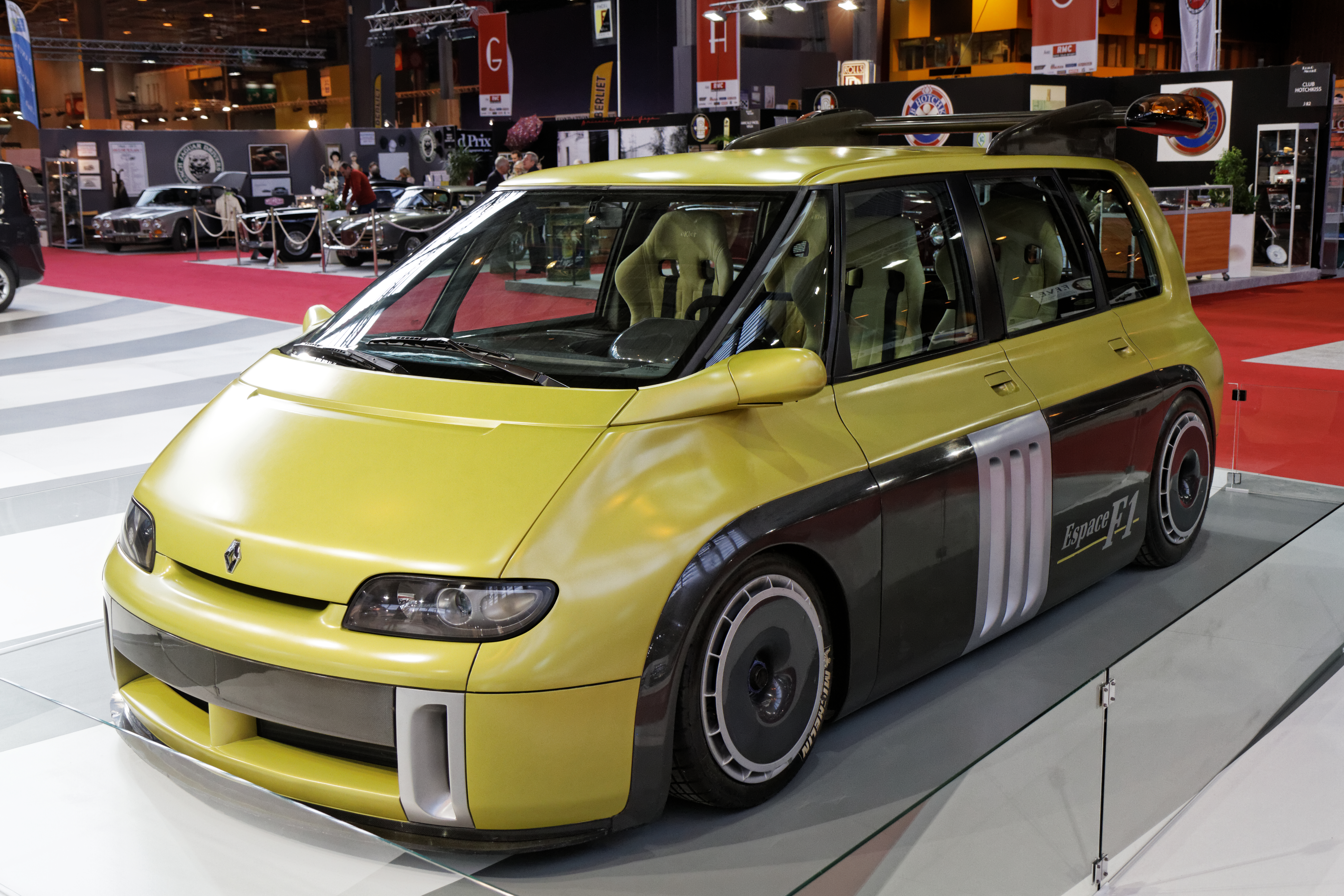
La maquette de l'Espace F1 à l'exposition Retromobile 2014.

Les quatre occupants sont assis dans des sièges baquet, sanglés par des harnais à trois points de fixation. La peinture est jaune, et une bande noire englobe les flancs du véhicule, selon le code couleur de Renault Sport. Sur le toit, on retrouve un aileron noir. A noter que les sièges arrières ont été rajoutés a posteriori de la construction du véhicule, qui n'avait que deux places avant lors de la présentation presse à Paul Ricard.
La maquette statique, propriété de Renault, possède quelques différences esthétiques, comme deux gyrophares orange disposés sur l'aileron arrière : en effet, Renault souhaitait l’engager en tant que safety car en Formule 1, mais cela n'a pu aboutir en raison des contraintes techniques liées au démarrage et à l'endurance du moteur V10. Des gyrophares de même type sont visibles sur l'aileron de l'Espace F1 roulant lors de son exhibition presse à Paul Ricard.

## Performances
L'Espace F1 peut accélérer de 0 à 200 km/h en 6,3 s et sa vitesse maximale est de plus de 300 km/h sur circuit.
Son système de freinage lui permet de passer de 300 à 70 km/h en seulement 80 mètres.

## Production
Deux exemplaires de l'Espace F1 ont été produits : un véhicule roulant et une maquette statique.
- Le premier est conservé à l'Espace Automobiles Matra à Romorantin[10]. C'est le modèle qui a servi aux exhibitions sur piste. Les prises d'air sont plus grandes et les clips de fixation du capot sont apparents ;
- Le second figure dans la collection Renault à Flins[11] et a servi de maquette statique. Les entrées d'air du pare-chocs avant sont entourées d'aluminium. Les jantes ont un dessin différent du premier, semblable à des roues lenticulaires. Il a des gyrophares sur les côtés de l'aileron arrière.

## Dans la culture populaire
- Il est possible de piloter l'Espace F1 dans le jeu vidéo Gran Turismo 2, sorti en 1999 sur PlayStation[12].

- La chaîne YouTube Vilebrequin y a dédié un épisode de leur série de vulgarisation automobile Vultech[13].